# NGC 5813
NGC 5813 is een elliptisch sterrenstelsel in het sterrenbeeld Maagd. Het hemelobject werd op 24 februari 1786 ontdekt door de Duits-Britse astronoom William Herschel.

## Synoniemen
- UGC 9655
- MCG 0-38-16
- ZWG 20.45
- PGC 53643